# Maytenus segoviarum
Maytenus segoviarum là một loài thực vật có hoa trong họ Dây gối. Loài này được Standl. & L.O.Williams mô tả khoa học đầu tiên năm 1950.